# Jeremy Dodson
Jeremy Raponi Dodson (né le 30 août 1987 à New York) est un athlète américain naturalisé samoan, spécialiste du sprint.

## Carrière
Sa mère Peggy Mauala est Samoane, d'Apia. Il réside à Denver où il a grandi.
Ses records sont les suivants :
- 100 m, 10 s 25 à Longmont, Colorado le 3 mai 2013,
- 200 m, 20 s 27 à Greenwood Village, Colorado, 1er juin 2014.

Il termine 3e des Championnats des États-Unis 2010 (en 20 s 99) et de ceux de 2011 (en 20 s 07, v. f.).
Il remporte le 200 m et termine deuxième du 100 m lors des Championnats d'Océanie d'athlétisme 2015 à Cairns.
En série du 200 m lors des Championnats du monde à Pékin, il se qualifie au temps pour les semi-finales en courant en 20 s 31, son meilleur temps de la saison. Le 13 mai 2016, il court le 200 m en 20 s 44 à Longmont, inférieur au minima pour les Jeux olympiques de Rio.
En juillet 2017, il remporte le 100 m et le 200 m des championnats d'Océanie à Suva en 10 s 86 et 20 s 80 avec un fort vent contraire, ce qui le qualifie pour les Championnats du monde. Il termine également 3e avec l'équipe des Samoa du relais 4 x 100 mètres, en battant le record national du relais.
Le 28 juin 2019, il remporte le 200 m lors des Championnats d'Océanie d'athlétisme 2019.

## Records
| Épreuve    | Temps                | Lieu              | Date          |
| ---------- | -------------------- | ----------------- | ------------- |
| 100 mètres | 10 s 21 (+ 0,7) (NR) | Phoenix           | 21 mai 2016   |
| 200 mètres | 20 s 27 (+ 1,6)      | Greenwood Village | 1er juin 2014 |